# 4d
4d（フォーディー）は、テレビ朝日クリエイトのモーショングラフィックス、3DCG、VFXなどのCG映像の企画・制作を行う部門。
テレビ番組のグラフィックス（番組タイトルロゴデザイン、web、美術セット等を含めたトータルデザイン）、映画、コマーシャル、展示映像、イベント映像などを制作している。

## 制作作品

### NHK
- ひるブラ［ロゴ、グラフィック］
- NHKスペシャル［オープニング］
- 龍馬伝［オープニング］
- ブラタモリ第1シリーズ［解説CG］
- ブラタモリ第2シリーズ［解説CG］
- プレミアム8 世界遺産 一万年の叙事詩［オープニング］
- 桂離宮 知られざる月の館［オープニング］［VFX］
- ミラクルボディー［オープニング］
- 熱中スタジアム［オープニング］
- Shibuya Deep A［オープニング］
- 地球立体生中継［VFX］

### 日本テレビ系列
- 旅の魔法［オープニング］

### テレビ朝日系列
- ビートたけしのTVタックル［オープニング］
- SmaSTATION!!［オープニング］
- M-1グランプリ［オープニング］
- 素晴らしい世界［オープニング、ロゴ、WEB］(北海道テレビ)

### テレビ東京系列
- 乃木坂工事中［オープニング、ロゴ］(テレビ愛知)
- 欅って、書けない?［オープニング、ロゴ］

### 独立局、衛星放送
- 悠久浪漫［オープニング］(BS日本)
- NIKKEI eco×eco［オープニング］(BSジャパン)
- Climbing World Cup 2007［ロゴ、ポスター、WEB］

### その他
- FIFAワールドカップ 2010［民放各局共通 提供ベース］
- avex［エイベックス・グループ会社紹介ムービー］

## 所在地
〒106-0032 東京都港区六本木1-1-1　アーク放送センターB1